# 亚历山德罗夫斯科耶市镇
亚历山德罗夫斯科耶市镇（俄语：Муниципальное образование «Александровское»）是俄罗斯联邦伊尔库茨克州博汉区所属的一个市镇。其下辖有个居民点，行政中心为亚历山德罗夫斯克。据2016年统计，该市镇的人口为1542人。